# Wälder im Kisdorfer Wohld und angrenzende Flächen
Wälder im Kisdorfer Wohld und angrenzende Flächen este o arie protejată (arie specială de conservare — SAC, sit de importanță comunitară — SCI) din Germania întinsă pe o suprafață de 472 ha, integral pe uscat.

## Localizare
Centrul sitului Wälder im Kisdorfer Wohld und angrenzende Flächen este situat la coordonatele 53°48′20″N 10°04′15″E / 53.8056°N 10.0708°E.

## Înființare
Situl Wälder im Kisdorfer Wohld und angrenzende Flächen a fost declarat sit de importanță comunitară în septembrie 2004 pentru a proteja 4 specii de animale. Situl a fost protejat și ca arie specială de conservare în ianuarie 2010.

## Biodiversitate
Situată în ecoregiunea atlantică, aria protejată conține 5 habitate naturale: Păduri de fag Luzulo-Fagetum, Păduri de fag Asperulo-Fagetum, Păduri de stejar sau de stejar și carpen sub-atlantice și medio-europene de Carpinion betuli, Păduri acidofile de stejar bătrân cu Quercus robur pe câmpii nisipoase, Păduri aluvionare cu Alnus glutinosa și Fraxinus excelsior (Alno-Padion, Alnion incanae, Salicion albae).
La baza desemnării sitului se află mai multe specii protejate:
- păsări (3): pescăruș albastru (Alcedo atthis), barză neagră (Ciconia nigra), codobatură de munte (Motacilla cinerea)
- amfibieni (1): triton cu creastă (Triturus cristatus)

Pe lângă speciile protejate, pe teritoriul sitului au mai fost identificate 3 specii de amfibieni, 4 specii de mamifere.